# Międzynarodowe Dni i Tygodnie ONZ

Flaga ONZ.

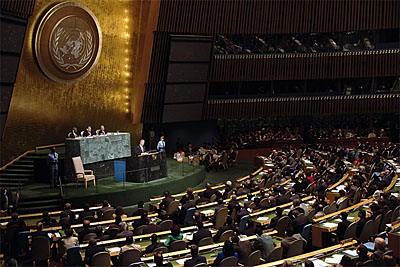
Zgromadzenie Ogólne ONZ podczas obrad w siedzibie w Nowym Jorku.

Międzynarodowe Dni i Tygodnie ONZ – grupa okolicznościowych dni i tygodni proklamowanych przez Zgromadzenie Ogólne Organizacji Narodów Zjednoczonych i jej wyspecjalizowane organizacje oraz agendy, m.in. UNESCO, UNICEF, Światową Organizację Zdrowia (ang. WHO), ONZ ds. Wyżywienia i Rolnictwa (ang. FAO), czy Międzynarodową Organizację Pracy (ang. ILO, pol. MOP), a także inne organizacje działające pod ich auspicjami.
Dni te obchodzone są dorocznie przez system ONZ, celem zwrócenia uwagi społeczeństwa na problemy tego świata i zapobiegania im, oraz zwiększenia działań w niesieniu pomocy potrzebującym w życiu społeczno-politycznym, militarnym, edukacyjnym, kulturalnym i zdrowotnym.

## Okolicznościowe dni obchodzone w ONZ

### Styczeń
- 27 stycznia

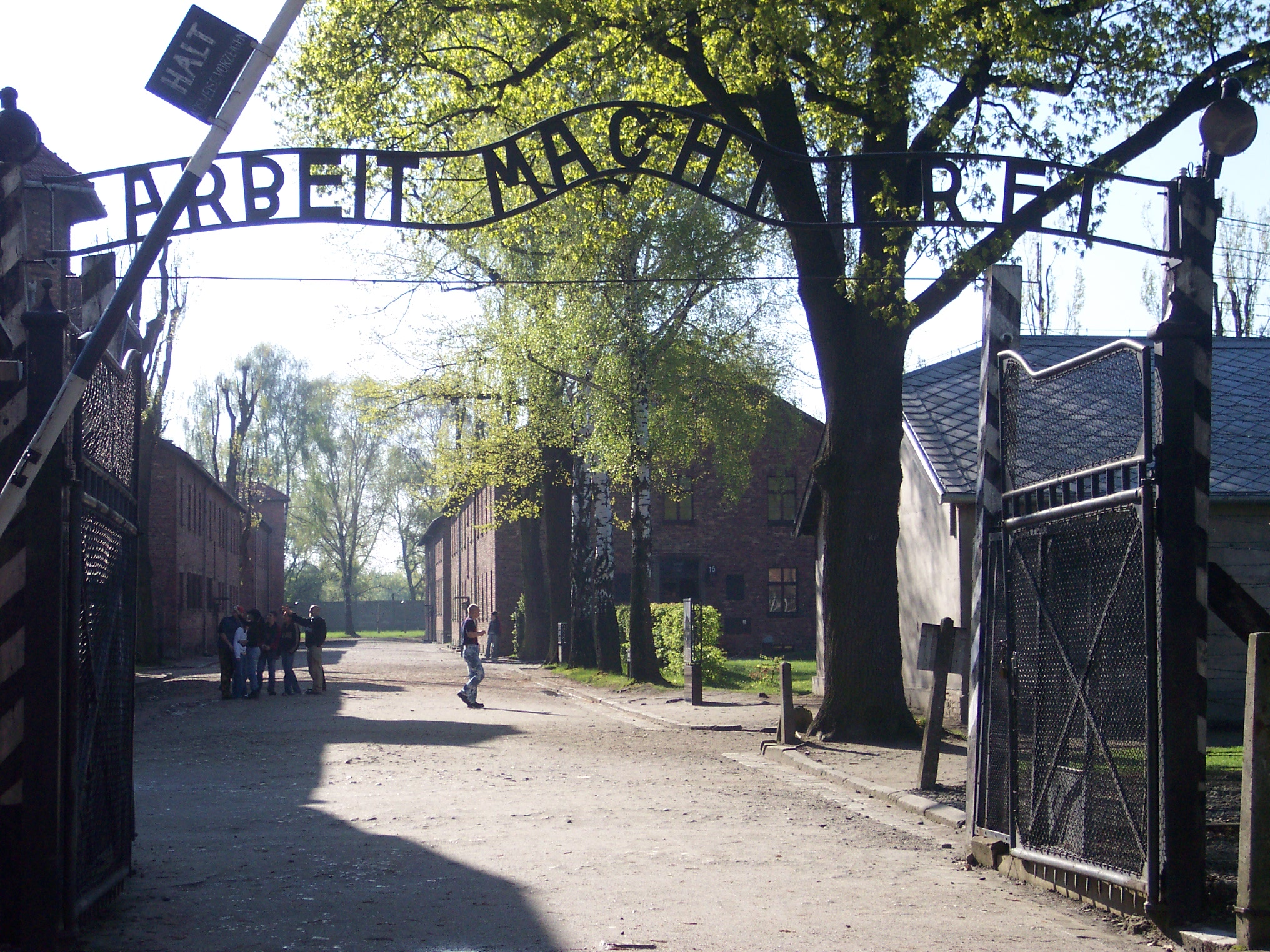
27 stycznia: Międzynarodowy Dzień Pamięci o Ofiarach Holokaustu; Państwowe Muzeum Auschwitz-Birkenau w Oświęcimiu.

  - Międzynarodowy Dzień Pamięci o Ofiarach Holokaustu

### Luty
- 2 lutego
  - Światowy Dzień Mokradeł[1]
- 4 lutego
  - Światowy Dzień Walki z Rakiem (WHO)
- 6 lutego
  - Międzynarodowy Dzień Zerowej Tolerancji dla Okaleczania Żeńskich Narządów Płciowych (od 2003 z inicjatywy pierwszej damy Nigerii Stelli Obasanjo, WHO od 2006)[2]
- 11 lutego
  - Międzynarodowy Dzień Kobiet i Dziewcząt w Nauce, ang. International Day of Women and Girls in Science (rezolucja A/RES/70/212 z 22 grudnia 2015)[3][4][5];
- 13 lutego
  - Światowy Dzień Radia (UNESCO od 2012)
- 20 lutego
  - Światowy Dzień Sprawiedliwości Społecznej
- 21 lutego
  - Międzynarodowy Dzień Języka Ojczystego (UNESCO)

### Marzec
- święta ruchome

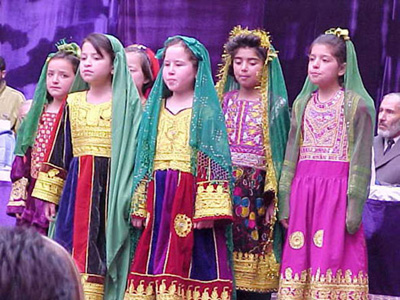
8 marca: Międzynarodowy dzień Kobiet w Afganistanie (2002).

  - trzecia niedziela marca – Międzynarodowy Dzień Inwalidów (ustanowiony przez MOP)
  - ostatnia sobota marca – poparcie dla akcji Godzina dla Ziemi[6]
- 1 marca
  - Zero dla Dyskryminacji, ang. Zero Discrimination Day (ustanowione przez ONZ w 2015 w ramach programu UNAIDS)[7]
- 3 marca
  - Międzynarodowy Dzień dla Ucha i Słuchu
- 8 marca
  - Międzynarodowy Dzień Praw Kobiet i Pokoju na Świecie
- 15 marca
  - Dzień Walki z Islamofobią[8]
- 20 marca
  - Międzynarodowy Dzień Szczęścia (rezolucja A/RES/66/281 z 12 lipca 2012)[9]
  - Dzień języka francuskiego (w ramach dni języków w ONZ, ang. Language Days at the UN)[10]
- 21 marca
  - Światowy Dzień Poezji (UNESCO)
  - Międzynarodowy Dzień Nowruz
  - Międzynarodowy Dzień Walki z Dyskryminacją Rasową, rozpoczyna Tydzień Solidarności z Ludami Zmagającymi się z Rasizmem i Dyskryminacją Rasową 
  - Światowy Dzień Zespołu Downa (od 2005; pod auspicjami ONZ od 2012)
  - Międzynarodowy Dzień Lasów, Międzynarodowy Dzień Lasów i Drzew (rezolucja z 28.11.2012 z inicjatywy FAO)
- 22 marca
  - Światowy Dzień Wody
- 23 marca
  - Światowy Dzień Meteorologii[11] (WMO)
- 24 marca
  - Światowy Dzień Gruźlicy
  - Międzynarodowy Dzień Prawa do Prawdy dotyczącej Poważnych Naruszeń Praw Człowieka i Godności Ofiar
- 25 marca
  - Międzynarodowy Dzień Solidarności z Uwięzionymi i Zaginionymi Pracownikami ONZ
  - Międzynarodowy Dzień Pamięci Zniesienia Transatlantyckiego Handlu Niewolnikami
- 27 marca
  - Międzynarodowy Dzień Teatru (ustanowiony w 1961 przez ITI, działający pod auspicjami UNESCO)

### Kwiecień
- 2 kwietnia
  - Światowy Dzień Świadomości Autyzmu (z inicjatywy Kataru popartej przez ONZ w 2008)
- 4 kwietnia
  - Międzynarodowy Dzień Wiedzy o Minach i Działań Zapobiegających Minom
- 6 kwietnia
  - Międzynarodowy Dzień Sportu dla Rozwoju i Pokoju (ustanowione przez ONZ w 2013; rezolucja A/RES/67/296)[12]
- 7 kwietnia
  - Światowy Dzień Zdrowia (WHO, WHA/A.2/Res.35)
  - Dzień Pamięci Ofiar Ludobójstwa w Rwandzie
- 12 kwietnia
  - Międzynarodowy Dzień Załogowych Lotów Kosmicznych (ustanowiony w 2011 w 50. rocznicę 1. lotu załogowego Jurija Gagarina)
- 18 kwietnia
  - Międzynarodowy Dzień Ochrony Zabytków (UNESCO – ICOMOS)
- 20 kwietnia
  - Dzień języka chińskiego (w ramach dni języków w ONZ)[10]
- 22 kwietnia
  - Międzynarodowy Dzień Matki Ziemi (od 2010)
- 23 kwietnia
  - Światowy Dzień Książki i Praw Autorskich (UNESCO)
  - Dzień języka angielskiego (w ramach dni języków w ONZ)[10]
- 24 kwietnia
  - Światowy Dzień Zwierząt Laboratoryjnych
- 25 kwietnia
  - Światowy Dzień Malarii (WHO)
- 26 kwietnia
  - Światowy Dzień Własności Intelektualnej
- 28 kwietnia
  - Światowy Dzień Bezpieczeństwa i Ochrony Zdrowia w Pracy (ang. World Day for Safety and Health at Work, od 2003 ustanowiony przez ILO)
- 29 kwietnia
  - Międzynarodowy Dzień Tańca (ITI pod auspicjami UNESCO)
  - Dzień Pamięci o Ofiarach Wojen Chemicznych (OPCW, ONZ)
- 30 kwietnia
  - Międzynarodowy Dzień Jazzu (UNESCO, od 2012)
- święta ruchome
  - Międzynarodowy Dzień Psa Poszukiwawczo-Ratowniczego - ostatnia niedziela kwietnia[13]

### Maj
- święta ruchome

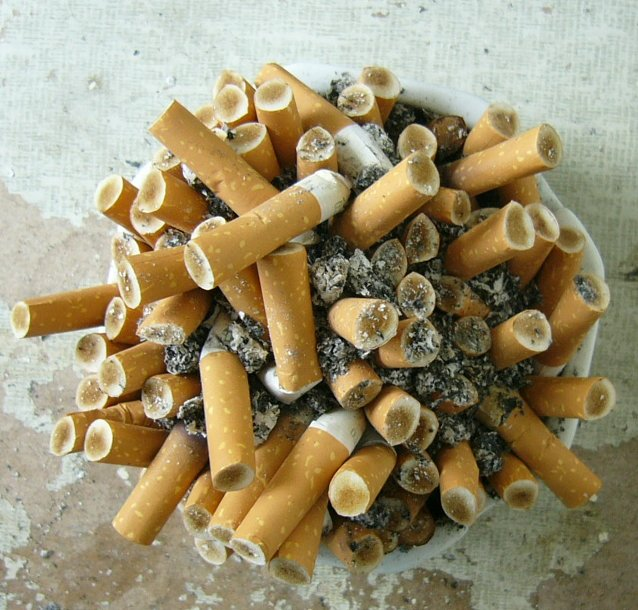
31 maja: Światowy Dzień bez Papierosa.

  - Dzień Vesak (rezolucja ONZ 54/115 z 1999)[14]
  - 2. weekend maja – Światowy Dzień Ptaków Wędrownych (UNEP)
- 3 maja
  - Światowy Dzień Wolności Prasy
- 8 i 9 maja
  - Czas Upamiętniający i Jednoczący Tych, Którzy Stracili Życie Podczas II Wojny Światowej
- 12 maja
  - Międzynarodowy Dzień Pielęgniarek (ICN, WHO)
- 15 maja
  - Międzynarodowy Dzień Rodzin
- 17 maja
  - Światowy Dzień Społeczeństwa Informacyjnego jako kontynuacja Światowego Dnia Telekomunikacji (z inicjatywy ITU pod patronatem UNESCO)
- 18 maja
  - Międzynarodowy Dzień Muzeów (ustanowione przez ICOM, Międzynarodową Radę Muzeów, działającą przy UNESCO)
- 20 maja
  - Międzynarodowy Dzień Pszczół

- 21 maja
  - Światowy Dzień Różnorodności Kulturowej – w Trosce o Dialog i Rozwój
- 22 maja
  - Międzynarodowy Dzień Różnorodności Biologicznej
- 23 maja
  - Międzynarodowy Dzień Końca Przetoki Położniczej (ONZ, rezolucja A/RES/67/147)[15]
- 25 maja
  - Światowy Dzień Mleka[16] (ustanowione przez FAO)
- 29 maja
  - Międzynarodowy Dzień Uczestników Misji Pokojowych ONZ[17]
- 31 maja
  - Światowy Dzień bez Papierosa (WHO)

### Czerwiec
- 1 czerwca

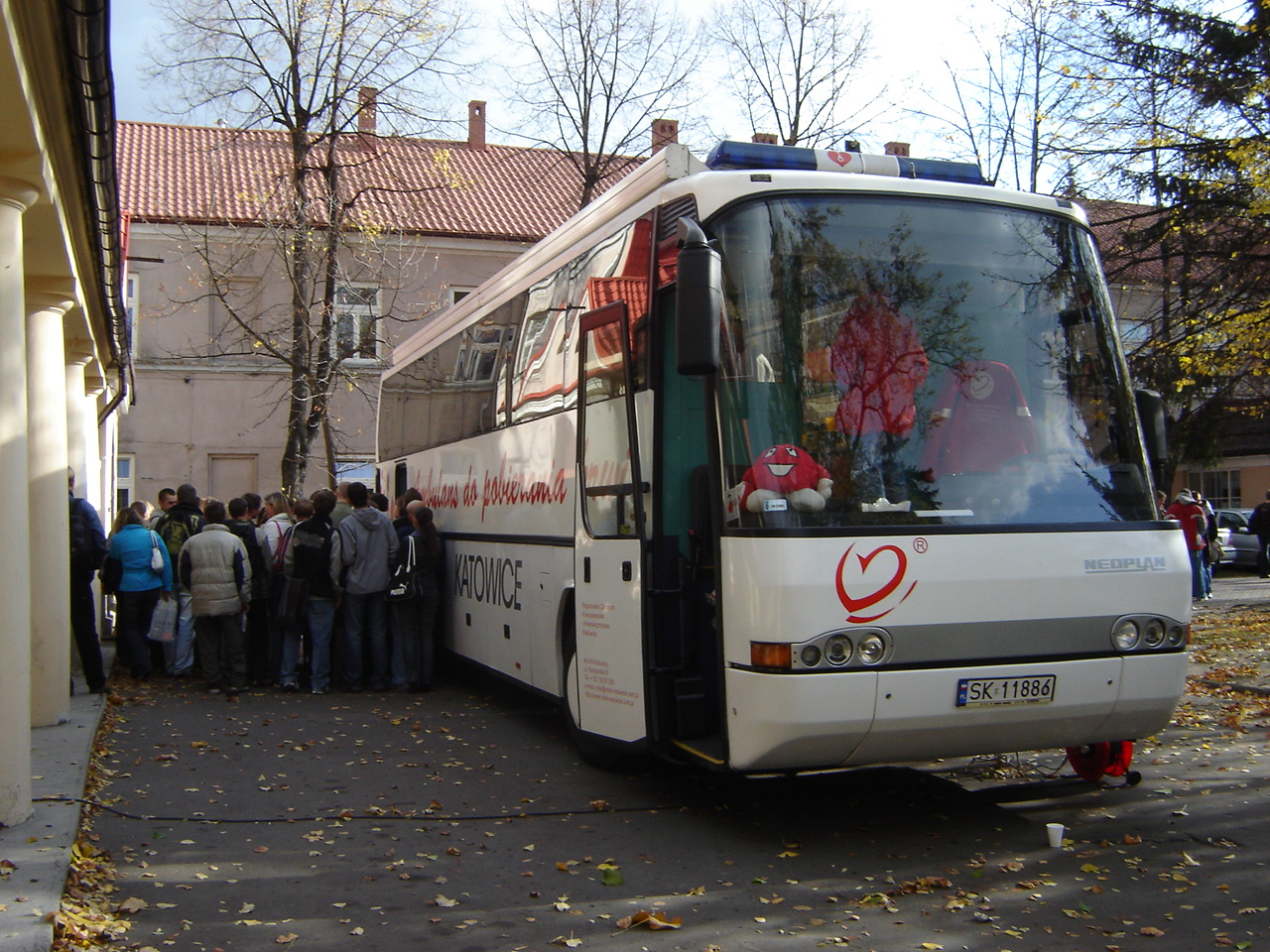
14 czerwca: Światowy Dzień Krwiodawcy.

  - Światowy Dzień Rodziców (rezolucja ONZ z 2012 A/RES/66/292)
- 3 czerwca
  - Światowy Dzień Roweru
- 4 czerwca
  - Międzynarodowy Dzień Dzieci Będących Ofiarami Agresji
- 5 czerwca
  - Światowy Dzień Środowiska
- 6 czerwca
  - Dzień języka rosyjskiego (w ramach dni języków w ONZ)[10]
- 8 czerwca
  - Światowy Dzień Oceanów (ustanowione na Szczycie Ziemi w 1992[18] roku; przez Zgromadzenie Ogólne ONZ ustanowione w 2008[19], pierwsze obchody w ONZ w 2009)
- 12 czerwca
  - Światowy Dzień Sprzeciwu wobec Pracy Dzieci (od 2002 ustanowione przez ILO)
- 14 czerwca
  - Światowy Dzień Krwiodawcy (m.in. WHO, ustanowiony 14 czerwca 2004, w dzień urodzin Karla Landsteinera)
- 15 czerwca
  - Światowy Dzień Świadomości Znęcania się nad Osobami Starszymi (rezolucja 66/127 z 9 marca 2012)[20]
- 17 czerwca
  - Światowy Dzień Walki z Pustynnieniem i Suszą
- 19 czerwca
  - Światowy Dzień Anemii Sierpowatej (UNESCO od 2009)[21]
- 20 czerwca
  - Światowy Dzień Uchodźcy
- 21 czerwca
  - Międzynarodowy Dzień Jogi (od 2015; rezolucja A/RES/69/131)[22]
- 23 czerwca
  - Dzień Służby Publicznej
  - Międzynarodowy Dzień Wdów (od 2011, rezolucja ONZ A/RES/65/189 z grudnia 2010)[23][24]
- 25 czerwca
  - Dzień Marynarza, Dzień Żeglarza (IMO)
- 26 czerwca
  - Międzynarodowy Dzień Zapobiegania Narkomanii, właśc. Międzynarodowy Dzień Przeciwdziałania Nadużywaniu Środków Odurzających i Leków oraz ich Nielegalnemu Handlowi
  - Międzynarodowy Dzień Pomocy Ofiarom Tortur
- 27 czerwca
  - Światowy Dzień Rybołówstwa[25] (ustanowione przez ONZ ds. Wyżywienia i Rolnictwa w 1984 roku)
- 30 czerwca
  - Międzynarodowy Dzień Planetoid (od 2017)

### Lipiec
- święta ruchome
  - pierwsza sobota lipca – Międzynarodowy Dzień Spółdzielczości
- 11 lipca
  - Światowy Dzień Ludności (UNDP)
- 15 lipca
  - Światowy Dzień Umiejętności Młodzieży (z inicjatywy Sri Lanki (draft A/C.3/69/L.13/Rev.1))[26]
- 18 lipca
  - Międzynarodowy Dzień Nelsona Mandeli
- 28 lipca
  - Światowy Dzień Wirusowego Zapalenia Wątroby (w dzień ur. Barucha Samuela Blumberga ustanowiony przez ELPA w 2004; w WHO od 2011, wcześniej jako Światowy Dzień Świadomości WZW 1 października od 2007, następnie 19 maja od formalnego uznania WHD w 2010)
- 30 lipca
  - Międzynarodowy Dzień Przyjaźni (rezolucja A/RES/65/275 z 27 kwietnia 2011)[27]
  - Światowy Dzień przeciwko Handlowi Ludźmi[28] (rezolucja A/RES/68/192)[29]

### Sierpień
- 9 sierpnia

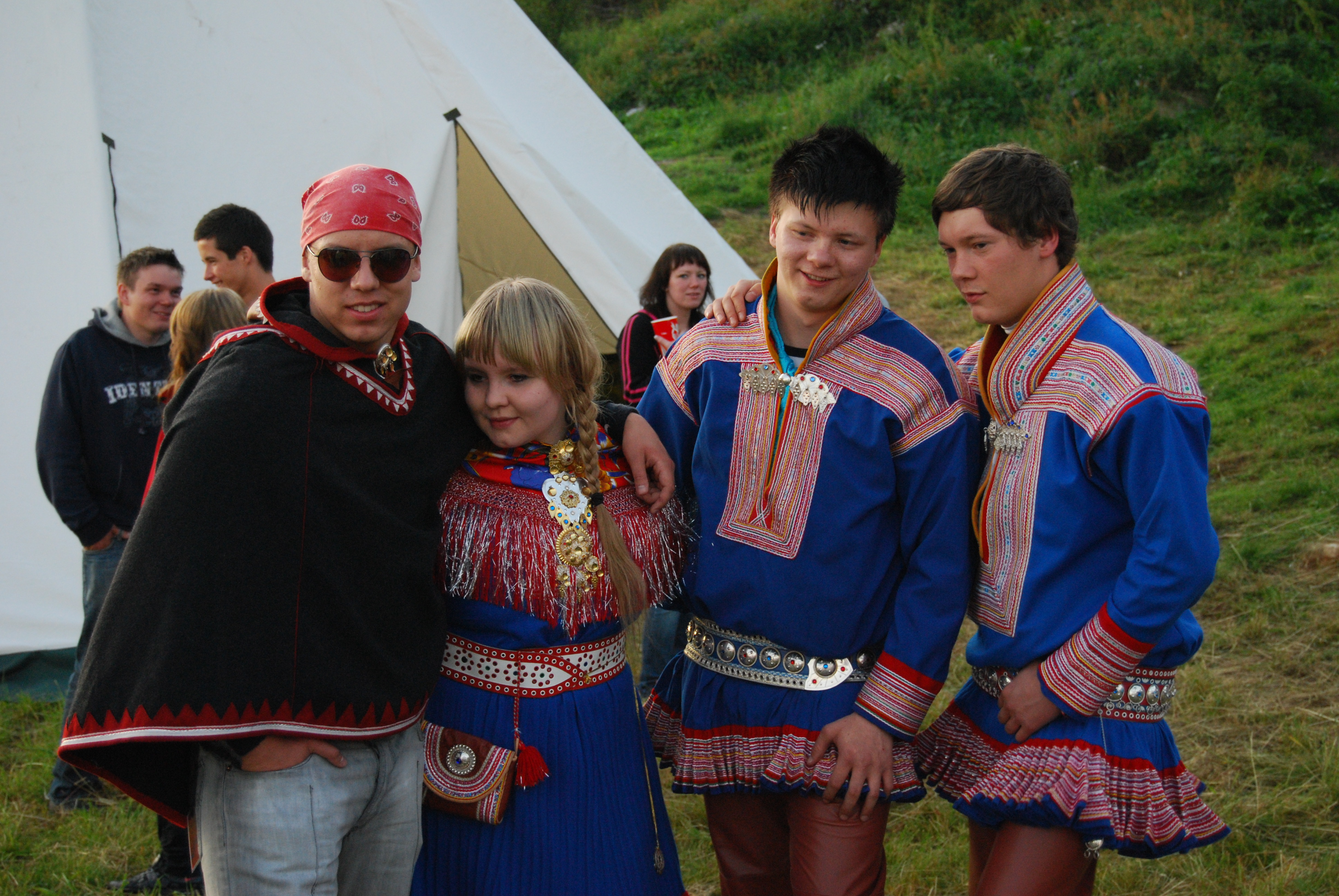
9 sierpnia: Międzynarodowy Dzień Ludności Tubylczej na Świecie, lapońska grupa.

  - Międzynarodowy Dzień Ludności Tubylczej na Świecie (do 9 sierpnia 2014r.)
- 12 sierpnia
  - Międzynarodowy Dzień Młodzieży
- 19 sierpnia
  - Światowy Dzień Pomocy Humanitarnej (ustanowiony w 2008)
- 23 sierpnia
  - Międzynarodowy Dzień Ratownictwa Górskiego (ustanowiony w 2022)
- 28 sierpnia
  - Międzynarodowy Dzień Pamięci o Handlu Niewolnikami i jego Zniesieniu (z inicjatywy UNESCO w 1998 roku, rezolucja 29C/40)
- 29 sierpnia
  - Międzynarodowy Dzień Sprzeciwu wobec Prób Jądrowych (proklamowane przez Zgromadzenie Ogólne ONZ na 64 sesji, 30 października 2009)
- 30 sierpnia
  - Międzynarodowy Dzień Ofiar Wymuszonych Zaginięć (rezolucja A/RES/65/209 z 21 grudnia 2010)[30]

### Wrzesień
- święta ruchome

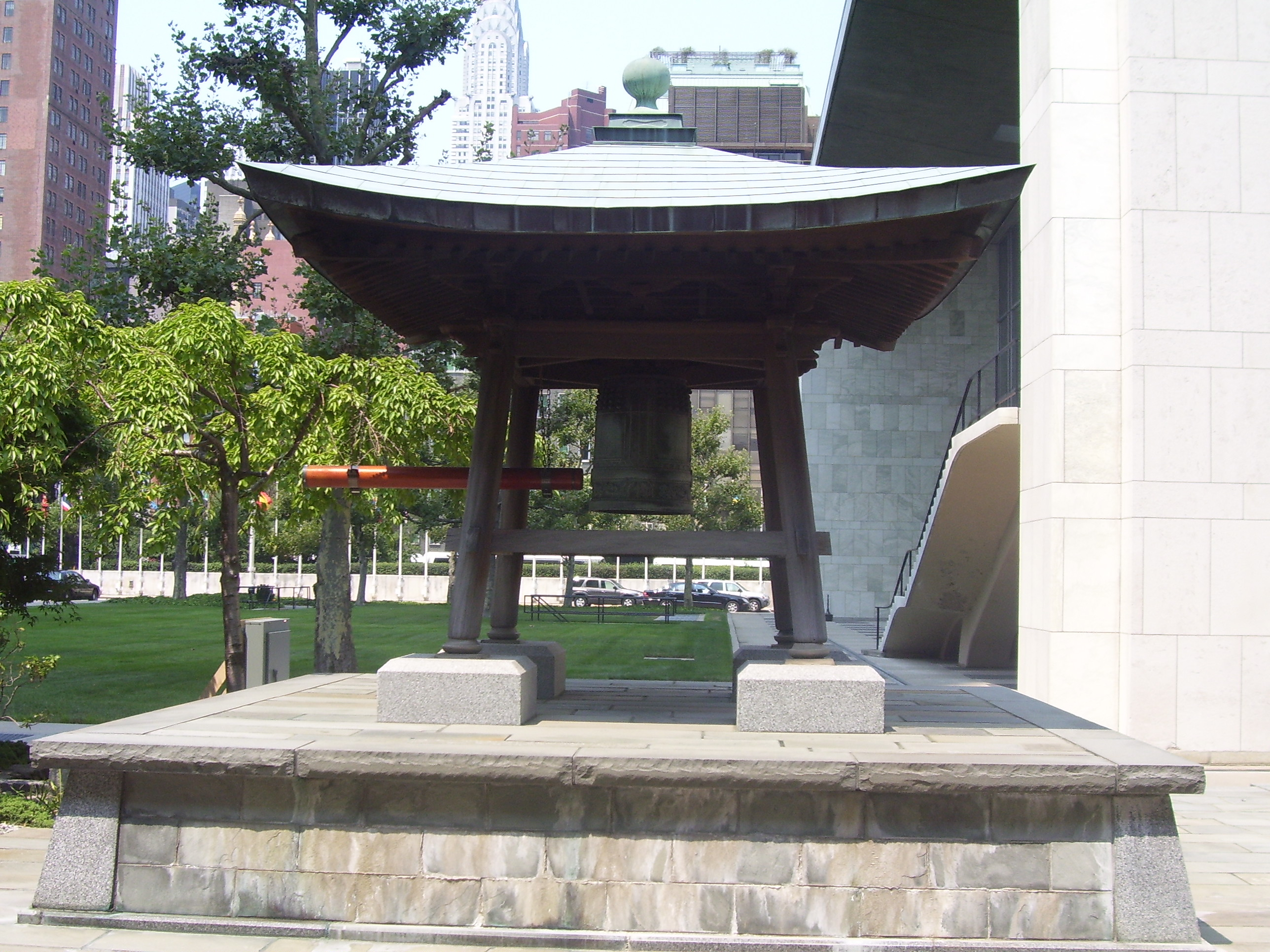
21 września: Międzynarodowy Dzień Pokoju; Japoński Dzwon Pokoju w siedzibie ONZ w Nowym Jorku.

  - ostatni pełny tydzień września – Światowy Dzień Morski[b] (ang. World Maritime Day, ustanowiony przez IMO)[31][32]
  - ostatnia niedziela września
    - Światowy Dzień Serca (WHO, z inicjatywy WHF od 2000)
    - Międzynarodowy Dzień Głuchych (wieńczący powstały później Międzynarodowy Tydzień Głuchych ustanowiony w 1958 przez Światową Organizację Głuchych (WFD), pozostającą w oficjalnej współpracy z ECOSOC, UNESCO, MOP, WHO i Radą Europy)
- 5 września
  - Międzynarodowy Dzień Dobroczynności (rezolucja A/RES/67/105)[33]
- 8 września
  - Międzynarodowy Dzień Alfabetyzacji (pod patronatem UNESCO)
- 10 września
  - Światowy Dzień Zapobiegania Samobójstwom (WHO)
- 12 września
  - Dzień Narodów Zjednoczonych dla Współpracy Południe-Południe (od 2011, wcześniej 19 grudnia)[34]
- 15 września
  - Międzynarodowy Dzień Demokracji (ustanowiony przez Zgromadzenie Ogólne ONZ w 2007)[35]
- 16 września
  - Międzynarodowy Dzień Ochrony Warstwy Ozonowej (ang. World Ozone Day, proklamowany przez ONZ w 1994, obchodzony w rocznicę podpisania Protokołu Montrealskiego z 1987)
- 21 września
  - Międzynarodowy Dzień Pokoju
- 23 września
  - Międzynarodowy Dzień Języków Migowych[36]
- 27 września
  - Światowy Dzień Turystyki (UN WTO)
- 28 września
  - Światowy Dzień Wścieklizny (ONZ, WHO[37] i UE – Kalendarz weterynaryjny UE 2009-2011)[38]
- 30 września
  - Międzynarodowy Dzień Tłumacza (z inicjatywy FIT-IFT, organizacji afiliowanej przez UNESCO)

### Październik
- święta ruchome

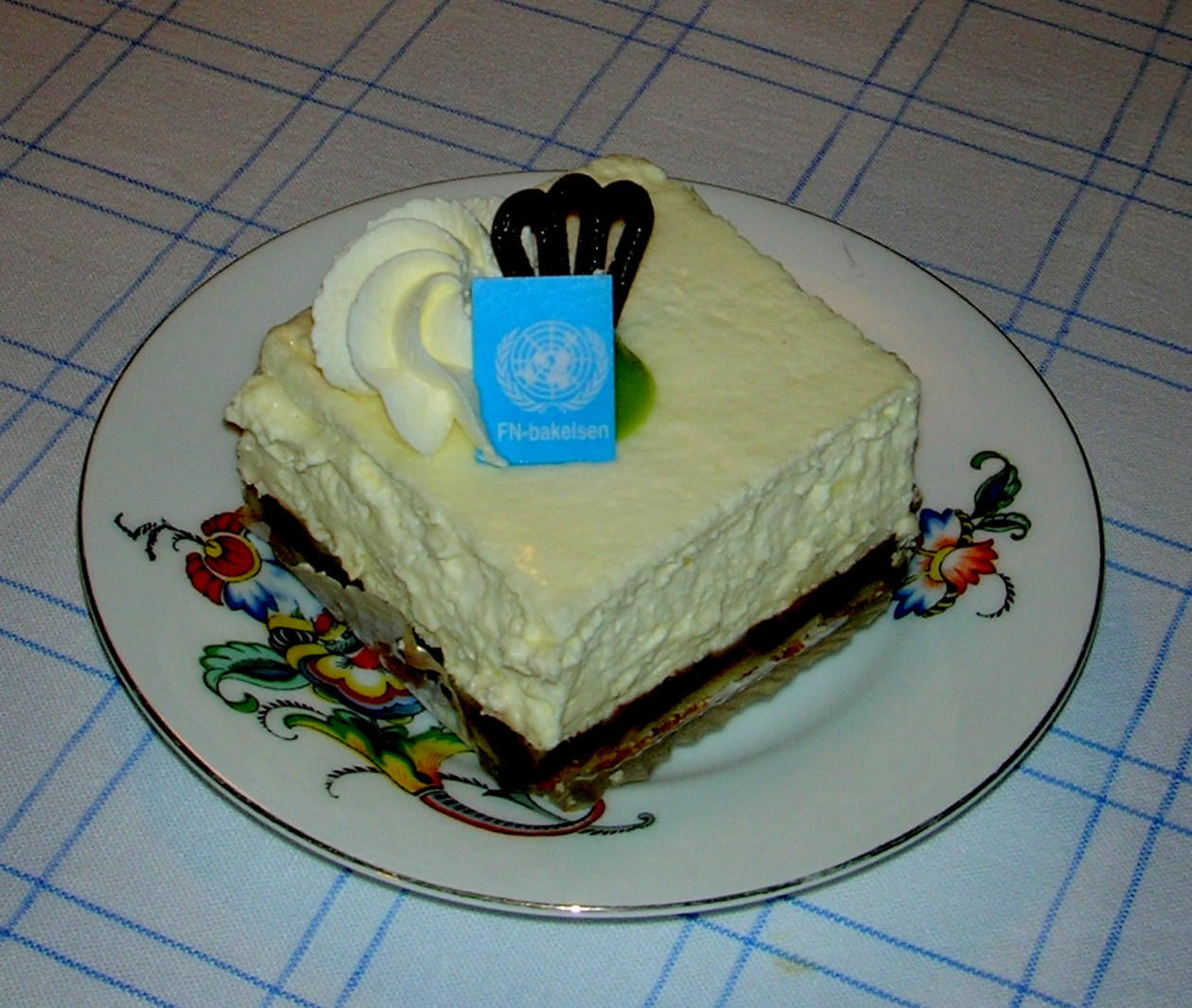
24 października: FN-bakelse z okazji Dnia NZ w Szwecji (24 października 2009).

  - pierwszy poniedziałek października – Światowy Dzień Habitatu (ang. World Habitat Day, ONZ – Ludzkie Osady, według Unesco: Światowy Dzień Ludzkich Siedlisk, według Rady UE: Światowy Dzień Siedlisk – fauny i flory – natural Habitat); w Polsce: 1. dekada października – Światowy Dzień Mieszkalnictwa[39]
  - drugi czwartek października – Światowy Dzień Wzroku
- 1 października
  - Międzynarodowy Dzień Osób Starszych
  - Międzynarodowy Dzień Muzyki[40] (od 1975 roku, z inicjatywy IMC działającej pod auspicjami UNESCO)
- 2 października
  - Międzynarodowy Dzień bez Przemocy
- 5 października
  - Światowy Dzień Nauczyciela (UNESCOPRESSE, vol.4, no.17, p.9)[41]
- 6 października
  - Międzynarodowy Dzień Georóżnorodności[42]
- 7 października
  - Światowy Dzień Bawełny[1]
- 9 października
  - Światowy Dzień Poczty (UPU)
- 10 października
  - Światowy Dzień Zdrowia Psychicznego[43] (pod patronatem WFMH i WHO)
- 11 października
  - Międzynarodowy Dzień Dziewczynek (rezolucja A/RES/66/170 z 19 grudnia 2011)[44]
- 12 października
  - Dzień języka hiszpańskiego (w ramach dni języków w ONZ)[10]
- 13 października
  - Międzynarodowy Dzień Ograniczania Skutków Katastrof (od 2009, wcześniej 2. środa października, jako Międzynarodowy Dzień Ograniczania Klęsk Żywiołowych)[45]
- 15 października
  - Międzynarodowy Dzień Kobiet Wiejskich
  - Światowy Dzień Mycia Rąk
- 16 października
  - Światowy Dzień Żywności (w rocznicę utworzenia FAO)
- 17 października
  - Międzynarodowy Dzień Walki z Ubóstwem
- 18 października
  - Światowy Dzień Menopauzy i Andropauzy (WHO)
- 20 października
  - Światowy Dzień Statystyki (rezolucja nr 64/267 z 3 czerwca 2010)
- 24 października
  - Dzień Narodów Zjednoczonych – rocznica wejścia w życie Karty Narodów Zjednoczonych w 1945
  - Światowy Dzień Informacji na temat Rozwoju
- 27 października
  - Światowy Dzień Dziedzictwa Audiowizualnego (UNESCO)
  - Światowy Dzień Miasta (rezolucja A/RES/68/238)[46]

### Listopad
- święta ruchome

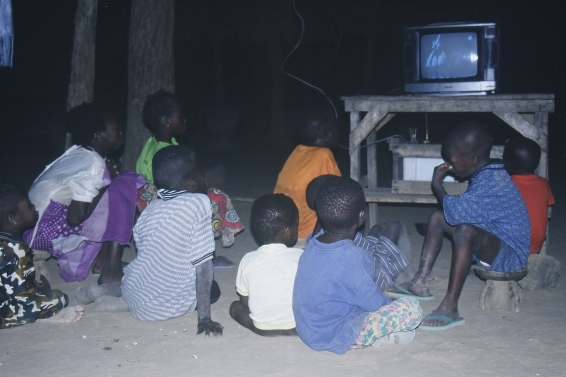
21 listopada: Światowy Dzień Telewizji w Mali.

  - druga lub trzecia środa listopada – Światowy Dzień POChP[47], Światowy Dzień Przewlekłej Obturacyjnej Choroby Płuc (w ramach programu WHO i amerykańskiego Narodowego Instytutu Serca, Płuc i Krwi)
  - trzeci czwartek listopada – Światowy Dzień Filozofii (UNESCO)
  - trzecia niedziela listopada – Światowy Dzień Pamięci o Ofiarach Wypadków Drogowych
- 2 listopada
  - Międzynarodowy Dzień Walki z Bezkarnością za Przestępstwa wobec Dziennikarzy[48] (rezolucja A/RES/68/163)[49]
- 6 listopada
  - Międzynarodowy Dzień Zapobiegania Wyzyskowi Środowiska Naturalnego podczas Wojen i Konfliktów Zbrojnych
- 10 listopada
  - Światowy Dzień Nauki dla Pokoju i Rozwoju (UNESCO)
- 12 listopada
  - Światowy Dzień Zapalenia Płuc, Światowy Dzień Pneumonii (WHO)
- 14 listopada
  - Światowy Dzień Cukrzycy (rezolucja A/RES/61/225)
- 16 listopada
  - Międzynarodowy Dzień Tolerancji
- 19 listopada
  - Światowy Dzień Toalet (projekt A/67/L.75)[50]
- 20 listopada
  - Dzień Industrializacji Afryki, Dzień Uprzemysłowienia Afryki
  - Powszechny Dzień Dziecka
- 21 listopada
  - Światowy Dzień Telewizji
- 25 listopada
  - Międzynarodowy Dzień Eliminacji Przemocy wobec Kobiet
- 29 listopada
  - Międzynarodowy Dzień Solidarności z Narodem Palestyńskim

### Grudzień
- 1 grudnia
  - Światowy Dzień AIDS
- 2 grudnia

1 grudnia: Symbol solidarności z zakażonymi HIV i chorymi na AIDS.

  - Międzynarodowy Dzień Upamiętniający Zniesienie Niewolnictwa
- 3 grudnia
  - Międzynarodowy Dzień Osób z Niepełnosprawnościami
- 5 grudnia
  - Międzynarodowy Dzień Wolontariusza, Międzynarodowy Dzień Wolontariusza Wspierającego Rozwój Gospodarczy i Społeczny (rezolucja A/RES/40/212)
  - Światowy Dzień Gleby (FAO; rezolucja (A/RES/68/232)
- 7 grudnia
  - Międzynarodowy Dzień Lotnictwa Cywilnego
- 9 grudnia
  - Międzynarodowy Dzień Przeciwdziałania Korupcji
- 10 grudnia
  - Dzień Praw Człowieka
- 11 grudnia
  - Międzynarodowy Dzień Terenów Górskich
- 18 grudnia
  - Międzynarodowy Dzień Migrantów
  - Dzień języka arabskiego (w ramach dni języków w ONZ)[10]
- 20 grudnia
  - Międzynarodowy Dzień Solidarności (od 2006 na zakończenie pierwszej Dekady Walki z Ubóstwem)

## Okolicznościowe tygodnie obchodzone w ONZ
- Światowy Tydzień Bezpieczeństwa na Drodze (koordynowany przez WHO)[51]
  - 1. Tydzień – 23–29 kwietnia 2007
  - 2. Tydzień – 6–12 maja 2013
- pierwszy tydzień lutego
  - Światowy Tydzień Zgody Między Wyznaniami (od 2011)
- 21–27 marca
  - Tydzień Solidarności z Ludami Zmagającymi się z Rasizmem i Dyskryminacją Rasową
- ostatni tydzień kwietnia
  - Światowy Tydzień Działań na rzecz Edukacji (UNESCO)
- 24–30 kwietnia
  - Światowy Tydzień Szczepień (WHO)[52]
- 25–31 maja
  - Tydzień Solidarności z Ludami Zamieszkującymi Niesamorządne Terytoria
- 1–7 sierpnia
  - Światowy Tydzień Karmienia Piersią (kampania WABA w zespół z UNESCO, koordynowany przez WHO)[53]
- 4–10 października
  - Światowy Tydzień Przestrzeni Kosmicznej
- 24–30 października
  - Tydzień Rozbrojenia
- tydzień w którym przypada 11 listopada
  - Światowy Tydzień Nauki i Pokoju (rezolucja 43/61 z grudnia 1988)